# Ipiaçu
Ipiaçu is een gemeente in de Braziliaanse deelstaat Minas Gerais. De gemeente telt 4.374 inwoners (schatting 2009).

## Aangrenzende gemeenten
De gemeente grenst aan Gurinhatã, Ituiutaba, Santa Vitória en Gouvelândia (GO).